# Couasse
Couasse (en talien Coazze) est une commune italienne d'environ 3 300 habitants, située dans la ville métropolitaine de Turin, dans la région Piémont, dans le Nord-Ouest de l'Italie.

## Géographie
Son territoire, principalement de montagne, est traversé par la rivière Sangone.

## Histoire
Le pays a existé à l'époque romaine et, selon certains, même le roi ségusien Cozio (qui a vécu entre la fin de l'ère païenne et le début de l'ère chrétienne) a été enterré à Coazze, car il faisait partie des 12 pays qu'il commandait.
Le premier document attestant l'existence de Coazze a été écrit en 1035, qui parle de la donation de Covaciae au monastère de S. Solutore de Turin par l'évêque Orlico et le veuve d'Olderico Manfredi II (marquis de Suse), confirmée en 1079 par la comtesse Adelaide di Savoia.
Par la suite, Amédée V de Savoie a échangé les querelles de Coazze, Valjoie et Beinasco contre celles des vallées de Ayas et Challant. Ainsi, jusqu'à ce que 1374 Coazze soit dominé par les seigneurs féodaux de Montjovet, lorsque l'abbé de Saint-Michel acheta ces territoires.
À partir du XIVe siècle, dans la localité de Forno di Coazze, de nombreuses mines de fer oligisto ont été créées, puis le matériau extrait a été amené à Sangonetto pour être fondu et transformé en lingots pour l'amener à Gênes . Ces mines sont rapidement tombées en désuétude dans les années 1500 à cause d'une épidémie, probablement de peste.
Lieu de villégiature en demi-montagne, réputé avant tout entre la fin du XIXe et le début du XXe siècle, il est réputé pour son hébergement à 1901 Luigi Pirandello pour un mois de vacances.
La devise du clocher de l'église de Coazze, «Chacun à sa manière», a inspiré Pirandello pour l'une de ses œuvres les plus célèbres, Chacun à sa manière.
Pendant la Seconde Guerre mondiale, Coazze a été le théâtre d'un massacre nazi-fasciste. Le 16 mai 1944, 24 partisans ont été abattus à Forno di Coazze, capturés les jours précédents lors de raids effectués dans tout le Val Sangone. Les partisans ont été tués juste devant une fosse qu'ils ont vraisemblablement creusée; après les tirs, ils ont dû mourir de saignements, et personne n'a été autorisé à s'approcher d'eux. Le même jour, également à Forno di Coazze, quatre autres partisans ont été tués, dont la médaille d'or pour la valeur militaire (en mémoire) Renato Ruffinatti.

## Administration
| Période                                  | Période  | Identité     | Étiquette    | Qualité |
| ---------------------------------------- | -------- | ------------ | ------------ | ------- |
| 14 juin 2004                             | En cours | Paolo Allais | Lista Civica |         |
| Les données manquantes sont à compléter. |          |              |              |         |

### Hameaux
Rifugio Balma, Prietto de Coazze (ermitage)

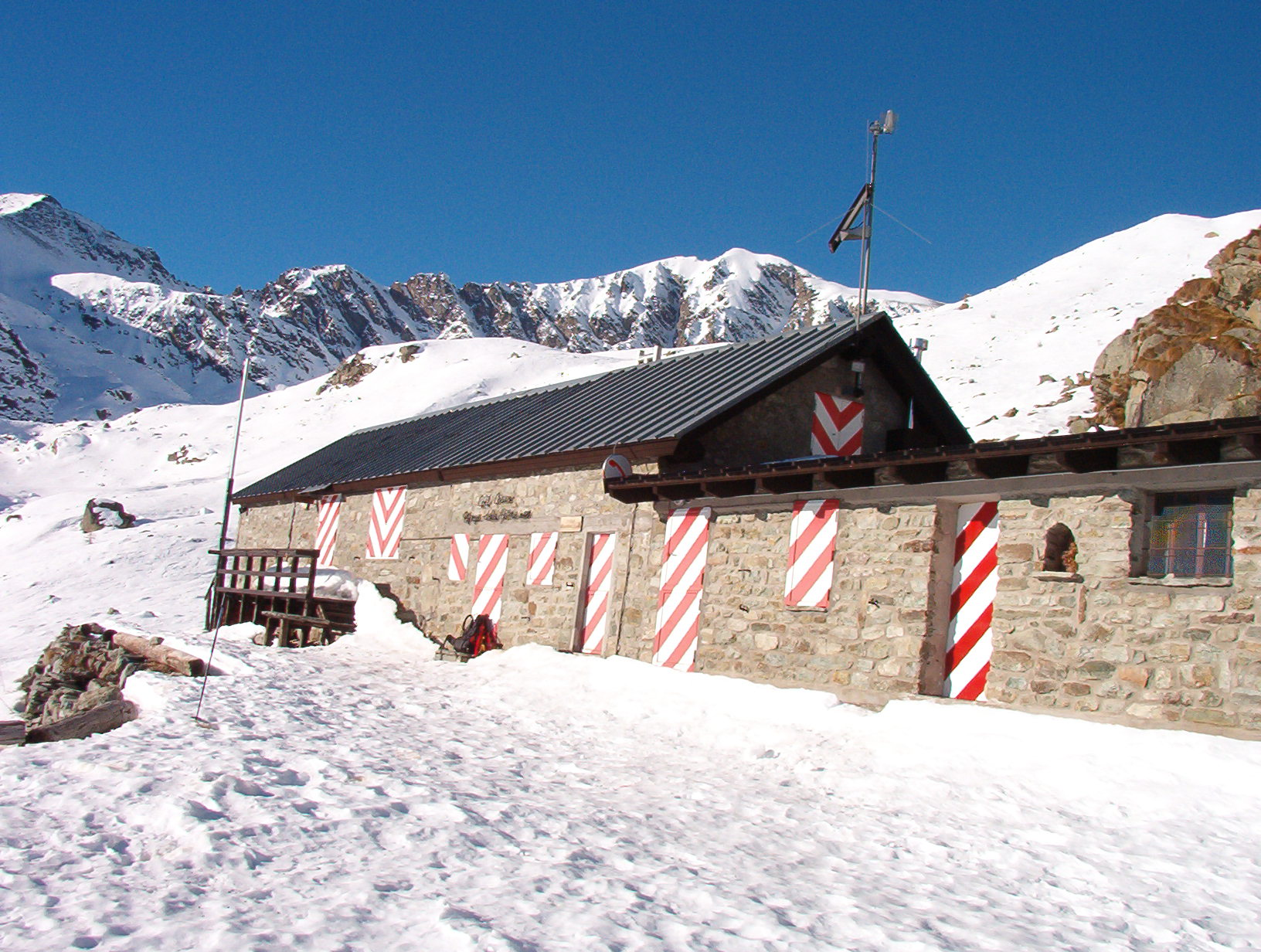
Rifugio Balma

### Communes limitrophes
Saint-Joire, Villar-Fouchard, Vaye, Saint-Antonin, L'Écluse, Valjoie, Giaveno, Roure, Perosa Argentina

### Évolution démographique
Habitants recensés

## Personnalités liées à la commune
Charles Jegge (1914-1995), moine cistercien et ermite

## Jumelages
- Decazeville (France)